# Titularbistum Zama Major
Das Bistum Zama Major (italienisch diocesi di Zama Maggiore, lateinisch Dioecesis Zamensis Maior) ist ein Titularbistum der römisch-katholischen Kirche.
Es geht zurück auf einen untergegangenen Bischofssitz in der gleichnamigen antiken Stadt, die in der römischen Provinz Africa proconsularis (heute nördliches Tunesien) lag. Der Bischofssitz war der Kirchenprovinz Karthago zugeordnet.
| Titularbischöfe von Zama Major |                                  |                                                  |                    |                  |
| Nr.                            | Name                             | Amt                                              | von                | bis              |
| 1                              | Tommaso Giosafat Melina          | von 1731 bis † 1735 Bischof von Bova (Kalabrien) | 28. November 1729  | 9. April 1731    |
| 2                              | Alessandro Alessandretti         |                                                  | 18. Dezember 1786  | 2. Juni 1796     |
| 3                              | Gaetano Maria Avarna             | Weihbischof in Messina (Italien)                 | 13. Februar 1801   | 26. Juni 1818    |
| 4                              | Frederic Cao SchP                | Apostolischer Vikar von Ava e Pegù (Myanmar)     | 18. Juni 1830      |                  |
| 5                              | Albino Angelo Pardini CRL        | Altbischof von Foligno (Italien)                 | 22. Dezember 1894  | 1925             |
| 6                              | Giovanni Giuseppe Santini OFMCap | emeritierter Apostolischer Präfekt               | 30. Juli 1925      | 20. Juni 1940    |
| 7                              | Eliseu Maria Coroli B            | Prälat von Guamá (Brasilien)                     | 10. August 1940    | 29. Juli 1982    |
| 8                              | Geraldo Nascimento OFMCap        | Weihbischof in Fortaleza (Brasilien)             | 10. September 1982 | 6. November 2022 |
| 9                              | Joseph Vũ Công Viện              | Weihbischof in Hanoi (Vietnam)                   | 26. Oktober 2024   |                  |